# SOSドキドキクイズ
『SOSドキドキクイズ』（エスオーエスドキドキクイズ）は、1970年4月4日から同年9月26日までフジテレビ系列局で放送されていたフジテレビ製作のクイズ番組である。フランスベッドの一社提供。放送時間は毎週土曜 19:00 - 19:30（日本標準時）。

## 概要
賞品の豪華さで話題になり、社会問題にまでなった『クイズ・キングにまかせろ!』の改題リニューアル版で、引き続き土居まさるが司会を務めていた。
本番組の出場者は男女のペアで、女性が解答者になり、男性は大風船の上に座る。解答が不正解だと風船に空気がどんどん入り、それが破裂すると失格。こちらは賞品よりもルールと演出の面白さを売りにしていたが、番組は半年で終了した。

## 放送局
特記の無い限り全て放送時間は土曜 19:00 - 19:30、同時ネット。
- フジテレビ（制作局）
- 札幌テレビ：土曜 13:30 - 14:00（1970年4月11日 - 10月3日）[4]
- 秋田テレビ[5]
- 山形テレビ[6]
- 仙台放送：土曜 13:30 - 14:00[7]
- 富山テレビ[8]
- 石川テレビ[8]
- 長野放送[9]
- テレビ静岡[10]

- 東海テレビ[11]
- 関西テレビ[12]
- テレビしまね[13]
- 岡山放送[14]
- 広島テレビ：月曜 18:00 - 18:30[14]
- テレビ愛媛[15]
- テレビ西日本[16]
- サガテレビ[17]
- テレビ熊本[16]
- 沖縄テレビ[18]

## 備考
初回放送当日付の産経新聞には、同じ日にスタートした『コント55号のやるぞみてくれ!』と『土曜劇場 五代家の嫁』の宣伝広告とともに本番組の宣伝広告が掲載されていた。
初回に行ったのは「ゲスト大会」で、京唄子・鳳啓助、5代目三遊亭圓楽、初代林家三平、正司敏江・玲児、川奈ミキ、楠トシエが出演した。唄子・啓助と敏江・玲児はそれぞれのコンビでペアを作ったが、圓楽・三平・川奈・楠の4人は誰と誰がペアになったのかは不明。